# Balatro
Balatro es un videojuego roguelike de construcción de mazos de baraja inglesa desarrollado por LocalThunk y publicado por Playstack. El juego consiste en la superación de unas rondas llamadas ciegas, obteniendo un determinado número de puntos, que se consiguen jugando manos de póquer. Al batirlas, los jugadores ganan dinero, que pueden gastar en cartas comodín con una variedad de efectos. Al igual que en otros juegos del género roguelike, el jugador gana mediante una combinación de "estrategia, riesgo y recompensa, y un poco de suerte". El juego fue un éxito comercial y de crítica. Se publicó el 20 de febrero de 2024 para Windows, Nintendo Switch, PlayStation 4, PlayStation 5, Xbox One y Xbox Series X/S; el 1 de marzo del 2024 para macOS; y el 26 de septiembre del 2024 para Android e iOS. 

## Mecánica de juego

### Comienzo de la partida
Antes de comenzar una ronda, se debe elegir un mazo. Al principio, solo está disponible uno, pero a lo largo del juego se desbloquean otros que tienen diversos efectos en la partida (por ejemplo, el mazo azul otorga una mano más por ciega).

### Lasciegas
Durante el juego, los jugadores roban cartas de un mazo con el objetivo de formar manos de póquer de hasta cinco cartas para sumar puntos. Los puntos obtenidos en cada mano se determinan mediante el producto de las fichas de la mano (es decir, de la suma de los valores de las cartas) por unos multiplicadores que dependen del tipo de mano. A lo largo del juego, los jugadores pueden obtener cartas comodín que afectan el juego de varias maneras. Por ejemplo, un comodín puede sumarle 10 al multiplicador de la doble pareja, o sumarle 20 fichas a las manos con al menos un 4.  

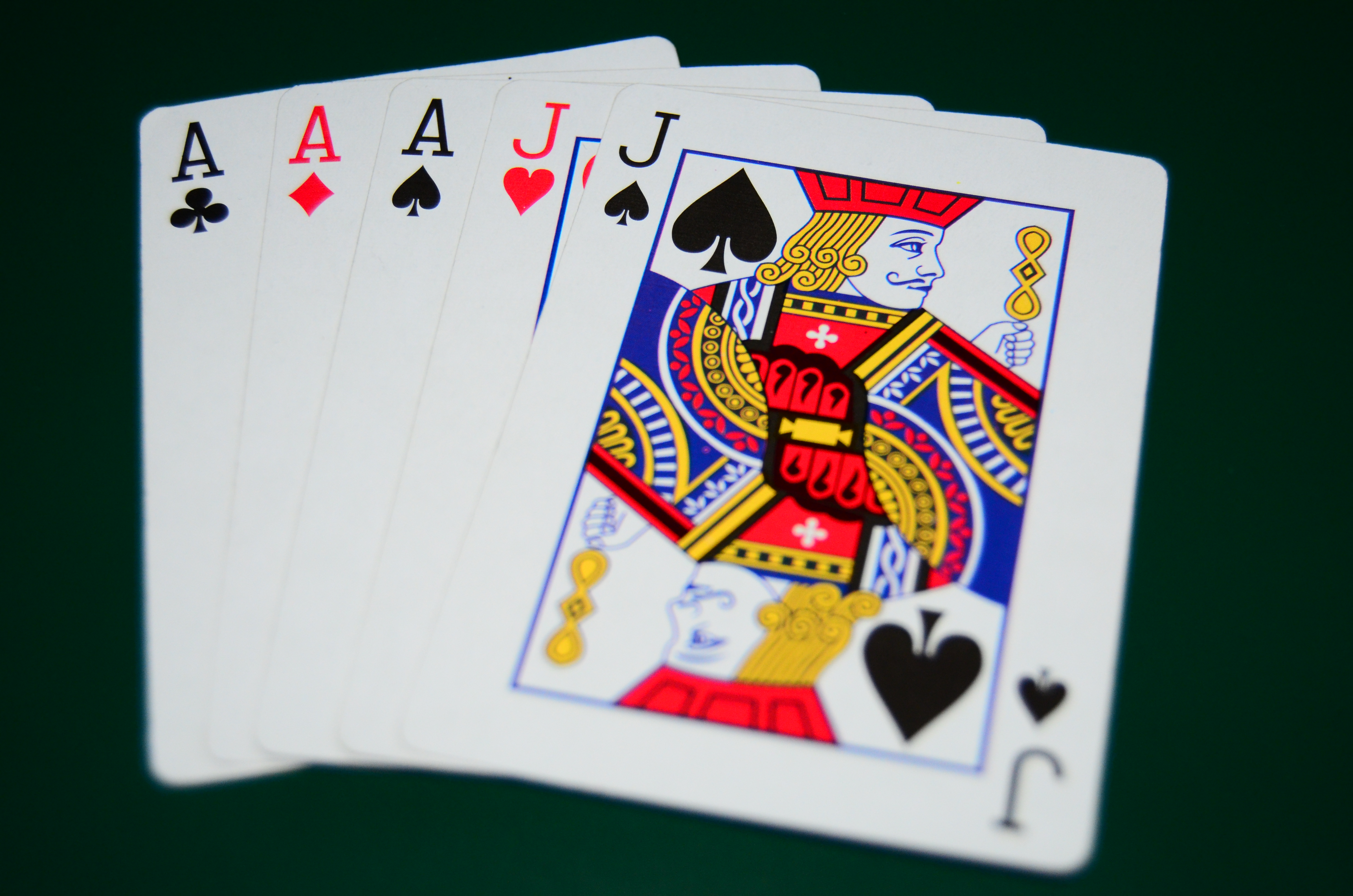
Una de las posibles manos de Balatro es el Full House (imagen)

El objetivo de cada partida es superar al menos 8 apuestas iniciales compuestas por una ciega pequeña, una ciega grande y una ciega jefe. Esta última ofrece desafíos adicionales que aumentan la dificultad, como anular las cartas de un palo o prohibir el uso de alguna mano.  En cada ronda, los jugadores tienen un número limitado de manos de póquer y de descartes para superar una puntuación objetivo. El juego termina si el jugador no es capaz de alcanzarla.    
Al terminar una ciega, los jugadores podrán gastar el dinero conseguido en ella en una tienda para comprar cartas, sobres de cartas o cupones. </ref>Los sobres contienen cartas que no son reveladas hasta su apertura y los cupones modifican el comportamiento del juego (por ejemplo, ofreciendo descuenteos en las siguientes tiendas). 
Los jugadores pueden también saltarse ciegas pequeñas y grandes para conseguir beneficios especiales, como cartas gratis en la siguiente tienda.   Las cartas que se pueden comprar pueden ser de la baraja inglesa, comodines u otro tipo de carta especial: las cartas de tarot y cartas espectrales ofrecen beneficios de un solo uso, las cartas planeta mejoran las puntuaciones de manos específicas, etc. 

### Final de la partida
El juego se termina al ganar 8 apuestas iniciales, pero el jugador puede decidir continuar en el modo ilimitado. Al completar una ronda, se desbloquea una nueva dificultad, llamada pozo. Además, al completar ciertos desafíos, se pueden desbloquear cartas, que aparecerán en las tiendas de sucesivas partidas.

## Desarrollo y lanzamiento
El desarrollador del juego, LocalThunk, llevaba unos dos años y medio trabajando en el juego.  El desarrollo comenzó siendo un juego en línea inspirado en el juego de cartas cantonés Big Two, en el que se crean manos similares a las del póquer.
Posteriormente se dio cuenta del éxito que estaban teniendo otros roguelikes de construcción de mazos y, aunque no los llegó a jugar, vio varios vídeos del juego Luck Be a Landlord, un roguelike en el que los jugadores deben obtener puntos jugando a una tragaperras.Se inspiró en él y decidió que su juego sería para un solo jugador.
Decidió no jugar a ningún juego roguelike de cartas para ser lo más original posible. Solo jugó Slay the Spire cerca del final del desarrollo para inspirarse en sus controles. 
Aproximadamente un año antes del lanzamiento, LocalThunk dejó su trabajo habitual para centrarse en terminar Balatro "para ponerlo en su currículum". Sin embargo, varios streamers jugaron una versión preliminar que el desarrollador subió a Steam y recibió mucha popularidad.  La versión completa salió el 20 de febrero de 2024. 
Poco después del lanzamiento del juego, la clasificación PEGI Balatro se cambió de 3+ a 18+ porque, al tener similitud con el póquer, mostraba imágenes suficientemente parecidas a los juegos de azar, lo que provocó que el juego se retirara de la venta en ciertos territorios. El editor Playstack declaró que había discutido el contenido del juego con PEGI antes del lanzamiento (lo que provocó que su clasificación inicial de 18+ se redujera a 3+) y que, si bien se basa en el póquer, el juego no retrata ninguna forma de juego de azar, y tenía la intención de apelar la nueva clasificación. 
Finalmente el 24 de febrero de 2025 la apelación es aceptada y se ajusta la clasificación PEGI a 12+ 

## Recepción
Balatro ha recibido una puntuación de 90 en Metacritic, lo que le otorga la indicación de «Aclamación universal».

### Ventas
En las primeras ocho horas después del lanzamiento, el juego había generado unos ingresos brutos de más de un millón de dólares, según Playstack, el publisher. Se vendieron más de 250 000 copias los primeros días, 500 000 en los primeros diez días, 1 000 000 el primer mes y 2 000 000 en los primeros seis meses.

### Premios
| Año  | Premio                  | Categoría                       | Resultado | Ref           |
| ---- | ----------------------- | ------------------------------- | --------- | ------------- |
| 2024 | Premios Golden Joystick | Mejor juego del año             | Nominado  | [ 34 ] [ 35 ] |
| 2024 | Premios Golden Joystick | Mejor juego indie               | Ganador   | [ 34 ] [ 35 ] |
| 2024 | Premios Golden Joystick | Mejor diseño de audio           | Nominado  | [ 34 ] [ 35 ] |
| 2024 | Premios Golden Joystick | Juego del año de PC             | Nominado  | [ 34 ] [ 35 ] |
| 2024 | Premios Golden Joystick | Premio Breakthrough             | Ganador   | [ 34 ] [ 35 ] |
| 2024 | The Game Awards 2024    | Juego del año                   | Nominado  | [ 36 ]        |
| 2024 | The Game Awards 2024    | Mejor dirección de juego        | Nominado  | [ 36 ]        |
| 2024 | The Game Awards 2024    | Mejor juego independiente       | Ganador   | [ 36 ]        |
| 2024 | The Game Awards 2024    | Mejor juego independiente debut | Ganador   | [ 36 ]        |
| 2024 | The Game Awards 2024    | Mejor juego para móvil          | Ganador   | [ 36 ]        |
| 2025 | GEM Awards 2025         | Gema Mejor juego de estrategia  | Ganador   |               |